# 2009-es Formula–1 brit nagydíj
A brit nagydíj volt a 2009-es Formula–1 világbajnokság nyolcadik futama, amelyet 2009. június 19. és június 21. között rendeztek meg az angliai Silverstone-ban.

## Szabadedzések

### Első szabadedzés
A brit nagydíj első szabadedzését június 19-én, pénteken délelőtt tartották. Az első helyen Sebastian Vettel végzett. A második Mark Webber, a harmadik Jenson Button lett.
| Helyezés | Versenyző            | Csapat/Motor         | Elért idő | Különbség | Futott kör |
| -------- | -------------------- | -------------------- | --------- | --------- | ---------- |
| 1        | Sebastian Vettel     | Red Bull-Renault     | 1:19,400  | −         | 20         |
| 2        | Mark Webber          | Red Bull-Renault     | 1:19,682  | + 0,282   | 19         |
| 3        | Jenson Button        | Brawn-Mercedes       | 1:20,227  | + 0,827   | 20         |
| 4        | Rubens Barrichello   | Brawn-Mercedes       | 1:20,242  | + 0,842   | 29         |
| 5        | Fernando Alonso      | Renault              | 1:20,458  | + 1,058   | 26         |
| 6        | Felipe Massa         | Ferrari              | 1:20,471  | + 1,071   | 23         |
| 7        | Jarno Trulli         | Toyota               | 1:20,585  | + 1,185   | 32         |
| 8        | Lewis Hamilton       | McLaren-Mercedes     | 1:20,650  | + 1,250   | 26         |
| 9        | Nico Rosberg         | Williams-Toyota      | 1:20,815  | + 1,415   | 32         |
| 10       | Giancarlo Fisichella | Force India-Mercedes | 1:20,838  | + 1,438   | 25         |
| 11       | Adrian Sutil         | Force India-Mercedes | 1:20,913  | + 1,513   | 22         |
| 12       | Heikki Kovalainen    | McLaren-Mercedes     | 1:21,029  | + 1,629   | 22         |
| 13       | Nick Heidfeld        | BMW Sauber           | 1:21,103  | + 1,703   | 24         |
| 14       | Kimi Räikkönen       | Ferrari              | 1:21,179  | + 1,779   | 27         |
| 15       | Sébastien Bourdais   | Toro Rosso-Ferrari   | 1:21,384  | + 1,984   | 23         |
| 16       | Timo Glock           | Toyota               | 1:21,386  | + 1,986   | 32         |
| 17       | Nakadzsima Kazuki    | Williams-Toyota      | 1:21,489  | + 2,089   | 26         |
| 18       | Nelson Piquet Jr.    | Renault              | 1:21,525  | + 2,125   | 30         |
| 19       | Sébastien Buemi      | Toro Rosso-Ferrari   | 1:21,590  | + 2,190   | 37         |
| 20       | Robert Kubica        | BMW Sauber           | 1:21,801  | + 2,401   | 16         |

### Második szabadedzés
A brit nagydíj második szabadedzését június 19-én, pénteken délután tartották. Az első helyen Sebastian Vettel végzett. A második Mark Webber, a harmadik Adrian Sutil lett.
| Helyezés | Versenyző            | Csapat/Motor         | Elért idő | Különbség | Futott kör |
| -------- | -------------------- | -------------------- | --------- | --------- | ---------- |
| 1        | Sebastian Vettel     | Red Bull-Renault     | 1:19,456  | −         | 39         |
| 2        | Mark Webber          | Red Bull-Renault     | 1:19,597  | + 0,141   | 35         |
| 3        | Adrian Sutil         | Force India-Mercedes | 1:20,141  | + 0,685   | 41         |
| 4        | Nakadzsima Kazuki    | Williams-Toyota      | 1:20,209  | + 0,753   | 36         |
| 5        | Fernando Alonso      | Renault              | 1:20,237  | + 0,781   | 36         |
| 6        | Rubens Barrichello   | Brawn-Mercedes       | 1:20,244  | + 0,788   | 26         |
| 7        | Lewis Hamilton       | McLaren-Mercedes     | 1:20,417  | + 0,961   | 35         |
| 8        | Jarno Trulli         | Toyota               | 1:20,458  | + 1,002   | 40         |
| 9        | Nico Rosberg         | Williams-Toyota      | 1:20,468  | + 1,012   | 42         |
| 10       | Nelson Piquet Jr.    | Renault              | 1:20,608  | + 1,152   | 37         |
| 11       | Robert Kubica        | BMW Sauber           | 1:20,622  | + 1,166   | 23         |
| 12       | Heikki Kovalainen    | McLaren-Mercedes     | 1:20,733  | + 1,277   | 37         |
| 13       | Timo Glock           | Toyota               | 1:20,762  | + 1,306   | 37         |
| 14       | Jenson Button        | Brawn-Mercedes       | 1:20,767  | + 1,311   | 28         |
| 15       | Nick Heidfeld        | BMW Sauber           | 1:20,932  | + 1,476   | 35         |
| 16       | Sébastien Bourdais   | Toro Rosso-Ferrari   | 1:20,945  | + 1,489   | 36         |
| 17       | Felipe Massa         | Ferrari              | 1:21,005  | + 1,549   | 37         |
| 18       | Kimi Räikkönen       | Ferrari              | 1:21,132  | + 1,676   | 38         |
| 19       | Giancarlo Fisichella | Force India-Mercedes | 1:21,413  | + 1,957   | 40         |
| 20       | Sébastien Buemi      | Toro Rosso-Ferrari   | 1:21,668  | + 2,212   | 37         |

### Harmadik szabadedzés
A brit nagydíj harmadik szabadedzését június 20-án, szombaton délelőtt tartották.
| Helyezés | Versenyző            | Csapat/Motor         | Elért idő | Különbség | Futott kör |
| -------- | -------------------- | -------------------- | --------- | --------- | ---------- |
| 1        | Nico Rosberg         | Williams-Toyota      | 1:18,899  | −         | 20         |
| 2        | Nakadzsima Kazuki    | Williams-Toyota      | 1:19,102  | + 0,203   | 19         |
| 3        | Jarno Trulli         | Toyota               | 1:19,125  | + 0,226   | 15         |
| 4        | Sebastian Vettel     | Red Bull-Renault     | 1:19,371  | + 0,472   | 15         |
| 5        | Felipe Massa         | Ferrari              | 1:19,596  | + 0,697   | 19         |
| 6        | Kimi Räikkönen       | Ferrari              | 1:19,855  | + 0,956   | 13         |
| 7        | Timo Glock           | Toyota               | 1:19,868  | + 0,969   | 19         |
| 8        | Fernando Alonso      | Renault              | 1:19,917  | + 1,018   | 14         |
| 9        | Mark Webber          | Red Bull-Renault     | 1:19,946  | + 1,047   | 15         |
| 10       | Rubens Barrichello   | Brawn-Mercedes       | 1:20,028  | + 1,129   | 14         |
| 11       | Lewis Hamilton       | McLaren-Mercedes     | 1:20,048  | + 1,149   | 16         |
| 12       | Jenson Button        | Brawn-Mercedes       | 1:20,157  | + 1,258   | 17         |
| 13       | Nelson Piquet Jr.    | Renault              | 1:20,232  | + 1,333   | 18         |
| 14       | Sébastien Bourdais   | Toro Rosso-Ferrari   | 1:20,459  | + 1,560   | 17         |
| 15       | Adrian Sutil         | Force India-Mercedes | 1:20,548  | + 1,649   | 15         |
| 16       | Giancarlo Fisichella | Force India-Mercedes | 1:20,572  | + 1,673   | 17         |
| 17       | Heikki Kovalainen    | McLaren-Mercedes     | 1:20,638  | + 1,739   | 18         |
| 18       | Nick Heidfeld        | BMW Sauber           | 1:20,696  | + 1,797   | 20         |
| 19       | Sébastien Buemi      | Toro Rosso-Ferrari   | 1:21,024  | + 2,125   | 11         |
| 20       | Robert Kubica        | BMW Sauber           | 1:21,039  | + 2,140   | 13         |

## Időmérő edzés
A brit nagydíj időmérő edzését június 20-án, szombaton futották. A pole-pozíciót Sebastian Vettel szerezte meg Rubens Barrichello és Mark Webber előtt. A vb-éllovas Button csak 6. lett.

### Az edzés végeredménye
| Helyezés | Versenyző            | Csapat/Motor         | 1. rész  | 2. rész  | 3. rész  |
| -------- | -------------------- | -------------------- | -------- | -------- | -------- |
| 1        | Sebastian Vettel     | Red Bull-Renault     | 1:18.685 | 1:18.119 | 1:19.509 |
| 2        | Rubens Barrichello   | Brawn-Mercedes       | 1:19.325 | 1:18.335 | 1:19.856 |
| 3        | Mark Webber          | Red Bull-Renault     | 1:18.674 | 1:18.209 | 1:19.868 |
| 4        | Jarno Trulli         | Toyota               | 1:18.886 | 1:18.240 | 1:20.091 |
| 5        | Nakadzsima Kazuki    | Williams-Toyota      | 1:18.530 | 1:18.575 | 1:20.216 |
| 6        | Jenson Button        | Brawn-Mercedes       | 1:18.957 | 1:18.663 | 1:20.289 |
| 7        | Nico Rosberg         | Williams-Toyota      | 1:19.228 | 1:18.591 | 1:20.361 |
| 8        | Timo Glock           | Toyota               | 1:19.198 | 1:18.791 | 1:20.490 |
| 9        | Kimi Räikkönen       | Ferrari              | 1:19.010 | 1:18.566 | 1:20.715 |
| 10       | Fernando Alonso      | Renault              | 1:19.167 | 1:18.761 | 1:20.741 |
| 11       | Felipe Massa         | Ferrari              | 1:19.148 | 1:18.927 |          |
| 12       | Robert Kubica        | BMW Sauber           | 1:19.730 | 1:19.308 |          |
| 13       | Heikki Kovalainen    | McLaren-Mercedes     | 1:19.732 | 1:19.353 |          |
| 14       | Nelson Piquet Jr.    | Renault              | 1:19.555 | 1:19.392 |          |
| 15       | Nick Heidfeld        | BMW Sauber           | 1:19.559 | 1:19.448 |          |
| 16       | Giancarlo Fisichella | Force India-Mercedes | 1:19.802 |          |          |
| 17       | Sébastien Bourdais   | Toro Rosso-Ferrari   | 1:19.898 |          |          |
| 18       | Lewis Hamilton       | McLaren-Mercedes     | 1:19.917 |          |          |
| 19       | Sébastien Buemi      | Toro Rosso-Ferrari   | 1:20.236 |          |          |
| Box      | Adrian Sutil         | Force India-Mercedes | 1:19.909 |          |          |

## Futam
A brit nagydíj futamát június 21-én futották.
A rajtnál az első három sorrendje változatlan maradt, Vettel gyorsan növelte előnyét Barrichellóval szemben. Button a rajtnál a 8. helyre esett vissza és a második boxkiállásáig nem is tudott előrébb lépni. Webber az első kiállásakor előzte meg Barrichellót, így a Red Bull Racing második kettős győzelmét ünnepelhette. Barrichello állhatott fel a dobogó legalsó fokára, mögötte Nico Rosberg, a 11. helyről induló Felipe Massa, Jenson Button, Jarno Trulli és Kimi Räikkönen végzett.
| Helyezés | Rajtszám | Versenyző            | Csapat/Motor         | Futott kör | Idő/Kiesés oka | Rajthely | Pont |
| -------- | -------- | -------------------- | -------------------- | ---------- | -------------- | -------- | ---- |
| 1        | 15       | Sebastian Vettel     | Red Bull-Renault     | 60         | 1h22:49.328    | 1        | 10   |
| 2        | 14       | Mark Webber          | Red Bull-Renault     | 60         | + 15.188       | 3        | 8    |
| 3        | 23       | Rubens Barrichello   | Brawn-Mercedes       | 60         | + 41.175       | 2        | 6    |
| 4        | 3‡       | Felipe Massa         | Ferrari              | 60         | + 45.043       | 11       | 5    |
| 5        | 16       | Nico Rosberg         | Williams-Toyota      | 60         | + 45.915       | 7        | 4    |
| 6        | 22       | Jenson Button        | Brawn-Mercedes       | 60         | + 46.285       | 6        | 3    |
| 7        | 9        | Jarno Trulli         | Toyota               | 60         | + 1:08.307     | 4        | 2    |
| 8        | 4‡       | Kimi Räikkönen       | Ferrari              | 60         | + 1:09.622     | 9        | 1    |
| 9        | 10       | Timo Glock           | Toyota               | 60         | + 1:09.823     | 8        |      |
| 10       | 21       | Giancarlo Fisichella | Force India-Mercedes | 60         | + 1:11.522     | 16       |      |
| 11       | 17       | Nakadzsima Kazuki    | Williams-Toyota      | 60         | + 1:14.023     | 5        |      |
| 12       | 8        | Nelson Piquet Jr.    | Renault              | 59         | + 1 kör        | 14       |      |
| 13       | 5        | Robert Kubica        | BMW Sauber           | 59         | + 1 kör        | 12       |      |
| 14       | 7        | Fernando Alonso      | Renault              | 59         | + 1 kör        | 10       |      |
| 15       | 6        | Nick Heidfeld        | BMW Sauber           | 59         | + 1 kör        | 15       |      |
| 16       | 1        | Lewis Hamilton       | McLaren-Mercedes     | 59         | + 1 kör        | 18       |      |
| 17       | 20       | Adrian Sutil         | Force India-Mercedes | 59         | + 1 kör        | Box      |      |
| 18       | 12       | Sébastien Buemi      | Toro Rosso-Ferrari   | 59         | + 1 kör        | 19       |      |
| Ki       | 11       | Sébastien Bourdais   | Toro Rosso-Ferrari   | 37         | Ütközés        | 17       |      |
| Ki       | 2        | Heikki Kovalainen    | McLaren-Mercedes     | 36         | Ütközés        | 13       |      |

* A ‡-tel jelzett autók használták a KERS-t.

## A világbajnokság állása a verseny után
| H   | Versenyzők         | Pont | H   | Konstruktőrök        | Pont |
| --- | ------------------ | ---- | --- | -------------------- | ---- |
| 1.  | Jenson Button      | 64   | 1.  | Brawn-Mercedes       | 105  |
| 2.  | Rubens Barrichello | 41   | 2.  | Red Bull-Renault     | 74,5 |
| 3.  | Sebastian Vettel   | 39   | 3.  | Toyota               | 34,5 |
| 4.  | Mark Webber        | 35,5 | 4.  | Ferrari              | 26   |
| 5.  | Jarno Trulli       | 21,5 | 5.  | Williams-Toyota      | 15,5 |
| 6.  | Felipe Massa       | 16   | 6.  | McLaren-Mercedes     | 13   |
| 7.  | Nico Rosberg       | 15,5 | 7.  | Renault              | 11   |
| 8.  | Timo Glock         | 13   | 8.  | BMW Sauber           | 8    |
| 9.  | Fernando Alonso    | 11   | 9.  | Toro Rosso-Ferrari   | 5    |
| 10. | Kimi Räikkönen     | 10   | 10. | Force India-Mercedes | 0    |

## Statisztikák
Vezető helyen:
- Sebastian Vettel: 57 (1-44 / 48-60)
- Mark Webber: 3 (45-47)

Sebastian Vettel 3. győzelme, 4. pole-pozíciója, 1. leggyorsabb köre, 1. mesterhármasa (gy, pp, lk)
- Red Bull 2. győzelme.
- A BMW Sauber pilótája, Nick Heidfeld még szomorúbb lehetett, mint Button, ugyanis a német beállította Martin Brundle "rekordját", aki 158 futamon nem tudott győzelmet szerezni. A lista élén Andrea de Cesaris áll, aki 208 versenyen nem tudott nyerni.
- A McLaren ugyanakkor 1983 óta először nem volt ott a rajtrácson az első tízben a brit nagydíjon, akkor Niki Lauda a 15., John Watson pedig a 24. helyről várhatta a szigetországi futam startját.
- A versenyzők közül egyedül Button az, aki 2009-ben minden kört teljesített.
- A McLaren versenyzői egymás után negyedszer maradtak pont nélkül és ilyen utoljára 1981-ben fordult elő az alakulattal, akkor az első három nagydíjon és az 1980-as kiírás utolsó futamán kellett üres kézzel távoznia a csapatnak.
- Versenyen futott leggyorsabb körök: Vettel mögött a Webber volt a leggyorsabb, de a 3. helyen a Williams pilótája Rosberg végzett.